# Fantasy-Jahr 1978
Übersicht

◄◄ | ◄ | 1974 | 1975 | 1976 | 1977 | Fantasy-Jahr 1978 | 1979 | 1980 | 1981 | 1982 | ► | ►►

Weitere Ereignisse